# Blah...Blah...Blah... Love Songs for the New Millennium
Blah...Blah...Blah... Love Songs for the New Millennium – pierwszy album solowy amerykańskiego zespołu Scum of the Earth, grający muzykę heavymetalową. Został wydany 26 października 2004 roku. Blah...Blah...Blah... został dobrze przyjęty przez krytyków i zyskał wysokie oceny, min. 3.5/5 w serwisie AllMusic.

## Lista utworów
1. "I Am the Scum" – 3:16
2. "Bloodsukinfreakshow" (feat. Gaige Riggs)[2] – 2:33
3. "Get Your Dead On" – 3:56
4. "Little Spider" – 3:48
5. "Murder Song" – 3:17
6. "Altargirl 13" – 3:41
7. "Pornstarchampion" (remix utworu "We Will Rock You" zespołu Queen) – 3:57
8. "Nothing Girl" – 3:12
9. "The Devil Made Me Do It" – 3:09
10. "Give Up Your Ghost" – 4:39
11. "Beneath the Living" – 2:11